# Gerthsen Physik
Gerthsen Physik, ursprünglich von Christian Gerthsen geschrieben, ist eines der bekanntesten deutschsprachigen Lehrbücher der Physik. Es deckt in etwa den Stoff der Experimentalphysik-Pflichtvorlesungen eines Physikstudiums ab, mit Fokus auf den Grundvorlesungen der ersten Semester, und wird auch für Nebenfach-Vorlesungen verwendet.

## Geschichte
Die 1948 beim Verlag Volk und Wissen Berlin erschienene erste Auflage des Buches entstand aus Niederschriften von Gerthsens Vorlesungen an der Humboldt-Universität zu Berlin in den Jahren 1946/47. Nach Gerthsens Tod 1956 übernahm ab der 5. Auflage 1958 Hans Otto Kneser die Herausgebertätigkeit, ab der 12. Auflage 1974 folgte Helmut Vogel (Gerthsen–Kneser–Vogel), der auch einen Zusatzband mit den Lösungen zu den Übungsaufgaben aus dem Gerthsen veröffentlichte (Probleme aus der Physik, Springer, 13. Auflage 1977). Herausgeber ist seit der 21. Auflage 2002 Dieter Meschede.

## Aktuelle Ausgaben
Die 23. Auflage umfasste 1162 Seiten, enthielt 94 Tabellen, 105 durchgerechnete Beispiele und 1074 Aufgaben mit Lösungen sowie eine CD-ROM mit 30 Animationen zur Visualisierung der Relativitätstheorie. Im Rahmen des „Einsteinjahres 2005“ wurde insbesondere das Kapitel zur Relativitätstheorie überarbeitet und zeitgemäß (über weite Strecken mit Vierervektoren) dargestellt. 2010 erschien die stark veränderte 24. Auflage. Insbesondere die vier Kapitel zur Mechanik wurden umgeschrieben und die Zahl der Aufgaben wurde deutlich verringert. In der unveränderten 25. Auflage (2015) werden größere Änderungen zur Anpassung an das Bachelor-Studium für die folgende Auflage angekündigt.
Das Buch umfasst die Themen klassische Mechanik (einschließlich Chaostheorie), Schwingungen und Wellen, Thermodynamik und Statistische Mechanik, Elektromagnetismus, Optik, Grundzüge von Relativitätstheorie und Quantenmechanik, Atomphysik, Festkörperphysik, Kernphysik und Teilchenphysik.

## Bibliographische Angaben
- Dieter Meschede: Gerthsen Physik. 25. Auflage, Springer Spektrum, Berlin 2015, ISBN 978-3-662-45976-8 (Hardcover), ISBN 978-3-662-45977-5 (E-Book).